# 守護級護衛艦
守護級護衛艦 （俄语：Корветы проекта 20380），是俄羅斯海軍的新一代多用途匿蹤護衛艦，設計單位是位於聖彼得堡的「金剛石」中央海事設計局。分為基本型20380型，改進型20385型和20386型，出口型20382型，出口名稱為「虎」（Tigr）級等。

## 背景
20380型輕型護衛艦是俄羅斯暫緩建設遠洋型海軍，強調優先發展近海防禦作戰艦艇，即第一階段重點發展近海作戰的輕型護衛艦和護衛艦，第二階段再建造一型能進行遠洋作戰的多用途驅逐艦，第三階段才開始發展大型巡洋艦和航空母艦。20380型輕型護衛艦和22350型護衛艦就是俄羅斯在此海軍發展規劃下推出的新一代多用途護衛艦。

## 特征
20380型輕型護衛艦的上層建築由聖彼得堡「斯列德涅-涅夫斯基」造船廠建造。使用的是由玻璃纖維及碳纖維組成的難燃型多層夾心複合材料，採用先進的整體式澆注工藝，整個上層建築一體成型。比起傳統的鋼材料重量減輕近三分之二，比起鋁合金材料熱導率大幅降低，另外還具有高強度，低雷達波反射，低紅外，低磁性，抗腐蝕等優勢。
20380型輕型護衛艦的艦體上還塗覆了一種特殊吸波材料。這種特殊塗層可以吸收雷達波、衰減反射信號和降低船體紅外特徵，同時還可以吸收艦艇自身噪音以及減弱機械振動，以獲得較好水聲匿蹤效果，這對反潛非常有幫助。該艦的其他匿蹤措施還包括所有機械裝置都設有隔音減震裝置，包括發動機排氣裝置在內的艦體紅外抑制系統等。通过上述手段，再加上船上建筑物外形充分运用了结构隐形设计原理，使得20380型舰的有效雷达散射截面、红外及水声特征均大幅降低，其被早期发现和攻击的机率仅为0.1。
20380型輕型護衛艦的火力配置也非常強勢。除了俄軍工的強大整合能力以外，這是得益於其優化的水下部分艦體線型降低了航行阻力，30節時的水中阻力下降了25%，這樣使其可以使用功率小，更輕巧的動力系統，從而釋放了15%-18%排水量可以用於增加其有效載荷。
20380型的適航性有較大改善。可以在5級海況下有效使用艦載武器，而俄羅斯其他同等排水量的水面艦艇隻能在3-3.5級的海況下進行這些操作。這對搭載直升機的艦艇尤為重要，這是俄羅斯首次在類似噸位的艦艇上配備直升機機庫和起降平台。

## 武器装备
20380型
- 1×1　 A-190 100mm艦炮

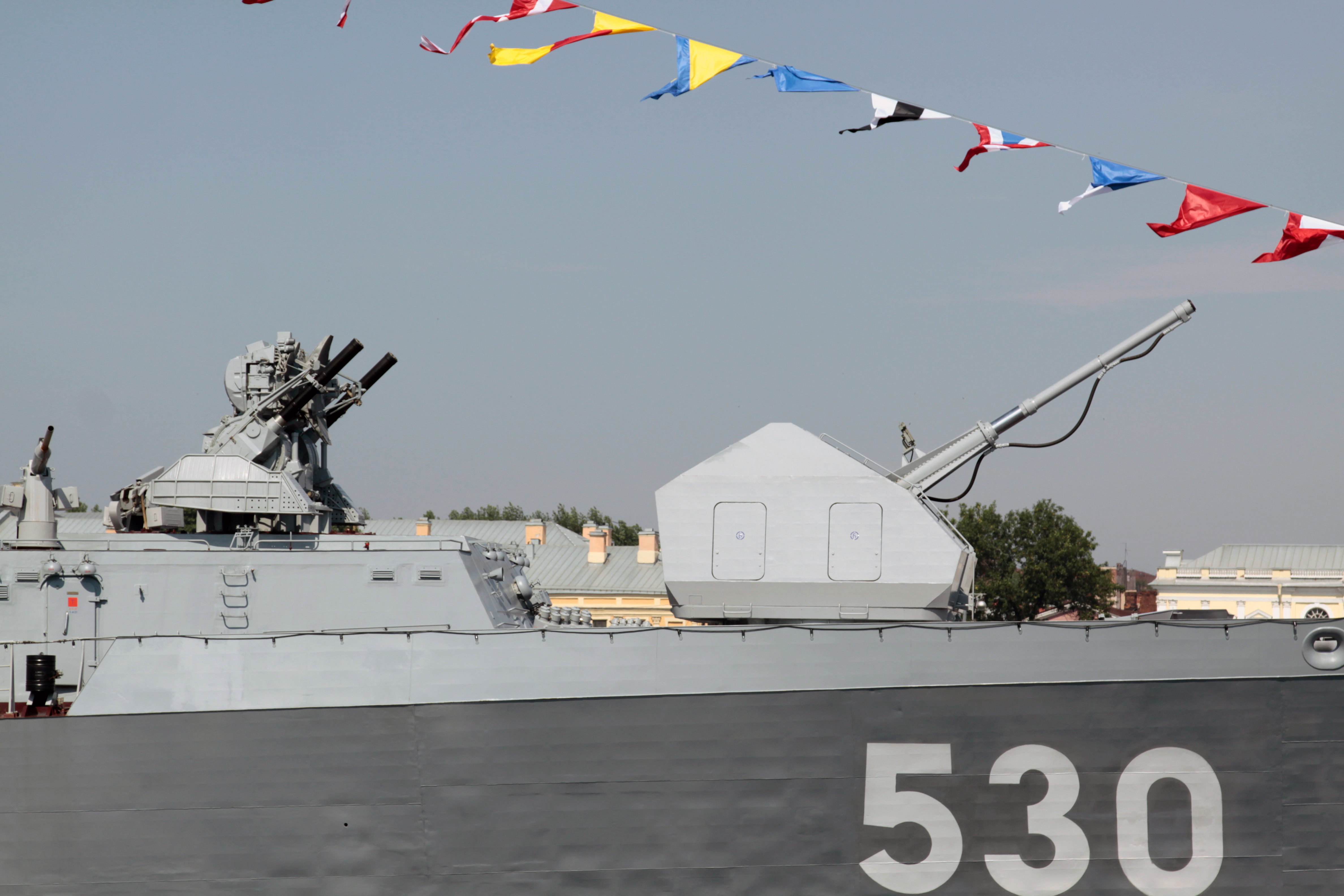
A-190M 100mm舰炮和「卡什坦」近迫防衛系統

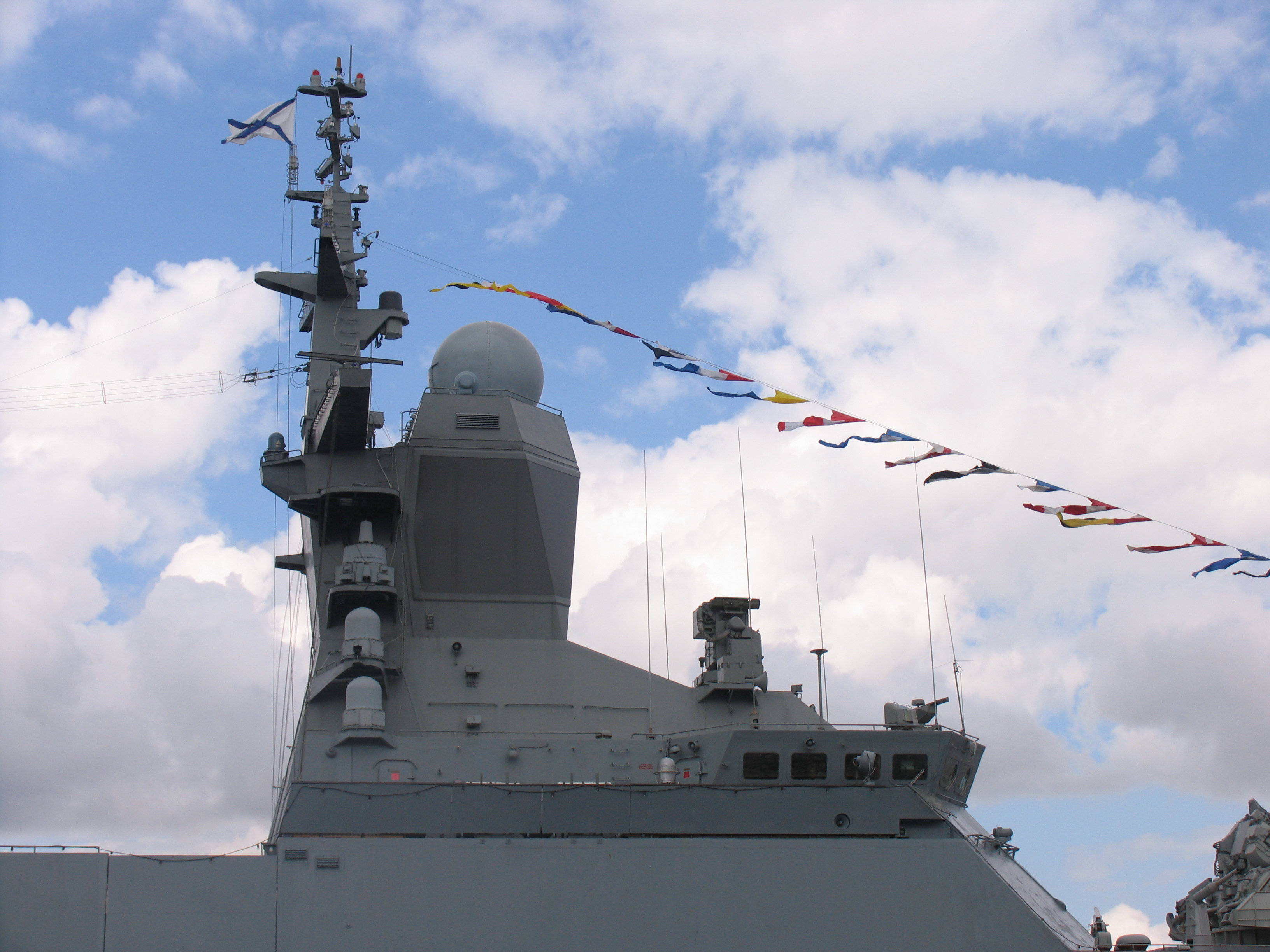
Furke-E 3D雷達

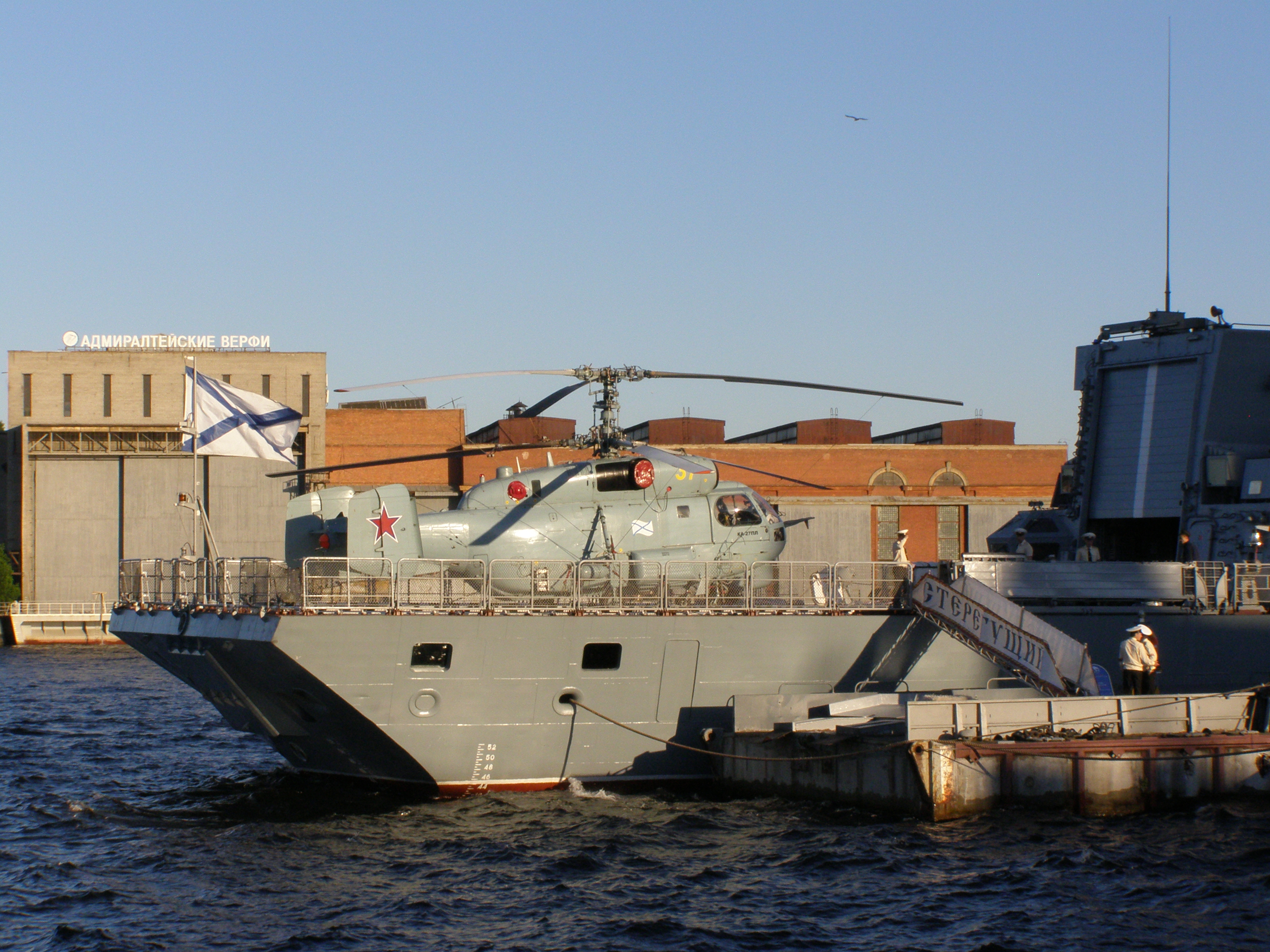
卡-27直升機

- 3×4　 3K96「多面堡」防空飛彈垂發系統（12-48枚9M96、9M100飛彈的各種組合）
- 2×4　 3M24「天王星」反艦飛彈系統
- 2×6　 AK-630M 30mm近防炮
- 2×4　「紙包-NK」330mm反魚雷/反潛魚雷發射器

20385型
- 1×1　 A-190 100mm艦炮
- 4×4　 3K96「多面堡」防空飛彈垂發系統（16-64枚9M96、9M100飛彈的各種組合）
- 2×4　 3R14 通用垂直發射系統（3M-54亞/超雙速反艦型，3M-14對陸攻擊型，91RT超音速反潛型彈）
- 2×6　 AK-630M 30mm近防炮
- 2×4　「紙包-NK」330mm反魚雷/反潛魚雷發射器

### 20380型
位於艦艏主炮後方的是3座4聯裝共12單元的俄羅斯新一代的艦載防空導彈垂直發射系統 3K96「多面堡」（該級艦在開始建造時由於未能及時完成該系統的研發工作，因此首艦是用「卡什坦」近迫防衛系統替代，20380型採用模塊化設計，需要時可隨時換裝），3K96「多面堡」系統是俄羅斯下一代先進防空飛彈系統「勇士」的海軍型。

「勇士」防空導彈系統： 俄羅斯新一代中遠程防空是由S-400負責，而中近程防空則是由「勇士」負責。眾所周知S-400每具發射筒配備1枚遠程導彈或者4枚中遠程導彈，真正為S-400配備的射程達400公裏的40N6型遠程防空導彈目前仍在研製當中，由於其向下兼容S-300，所以目前使用的遠程導彈為S-300所配導彈，S-300導彈最新型號是48N6DM（出口型號：48N6E3），射程為250公裏，而4枚中遠程導彈又分為2種型號9M96（出口型號：9M96E）和9M96D（出口型號：9M96E2），9M96射程為40公里，9M96D射程為120公里。而「勇士」防空導彈系統的概念和S-400一樣，亦分1枚或者4枚，裝1枚時就是S-400的9M96或9M96D，4枚則是類似「道爾/SA-15」的點防禦導彈，具體型號目前還未對外公開，可能為根據「R-77/AA-12」空對空導彈改進而來的9M100，射程為15公裏。「勇士」將和S-400一起構成400、250、120、40、15公裏的多層次俄羅斯下一代立體防空火力網。

這樣一來20380型12單元的3K96「多面堡」最多可以配置48枚防空導彈（12-48枚9M96和9M100導彈的各種組合）。20380型在艦體中部主桅杆塔后方還設有2座4聯裝3M24「天王星」反艦導彈（北約代號：SS-N-25）。2具330毫米4聯裝「紙包-NK」魚雷发射系統分置于兩舷的艙門內，該係統可用於反潛或攔截敵方魚雷。

### 20385型
改進型20385略微放大了艦體，火力及武備的多樣性大幅提升。艦艏的3座4聯裝共12單元垂發被佈置到艦尾的直升機甲板上，數量增加至16單元，機庫2邊各2座4聯裝佈局，即可配備16-64枚防空導彈。艦艏原位置改為8單元的3R14型通用垂直發射系統，該通用發射系統可發射P-800「縞瑪瑙」超音速反艦導彈（北約代號：SS-N-26；出口名稱：「寶石」）及「口徑」系列多用途巡航導彈（北約代號：SS-N-27；出口名稱：「俱樂部」）。這樣20385型可以根據不同的作戰任務需求靈活配置反艦、反潛、攻陸導彈的數量配置。
20385型所配備的「口径」/ SS-N-27 多用途巡航導彈型號：
- 3M-54 亞/超雙速反艦型：彈頭重量200公斤，射程220公里，亞音速掠海飛行，超音速終端速度2.9馬赫變軌俯衝攻擊
- 3M-14 對陸攻擊型：彈頭重量400公斤，射程300公里，速度0.8馬赫
- 91RT 超音速反潛型：彈頭為76公斤魚雷，射程40公里，速度2.0馬赫

## 型號

### 20381型
為區別首艦與後續艦差異而廣受媒體使用的型號，事實上並非官方型號，正式分類並無20381型。

### 20382型
外銷型，稱為虎級（tiger）。

### 20386型

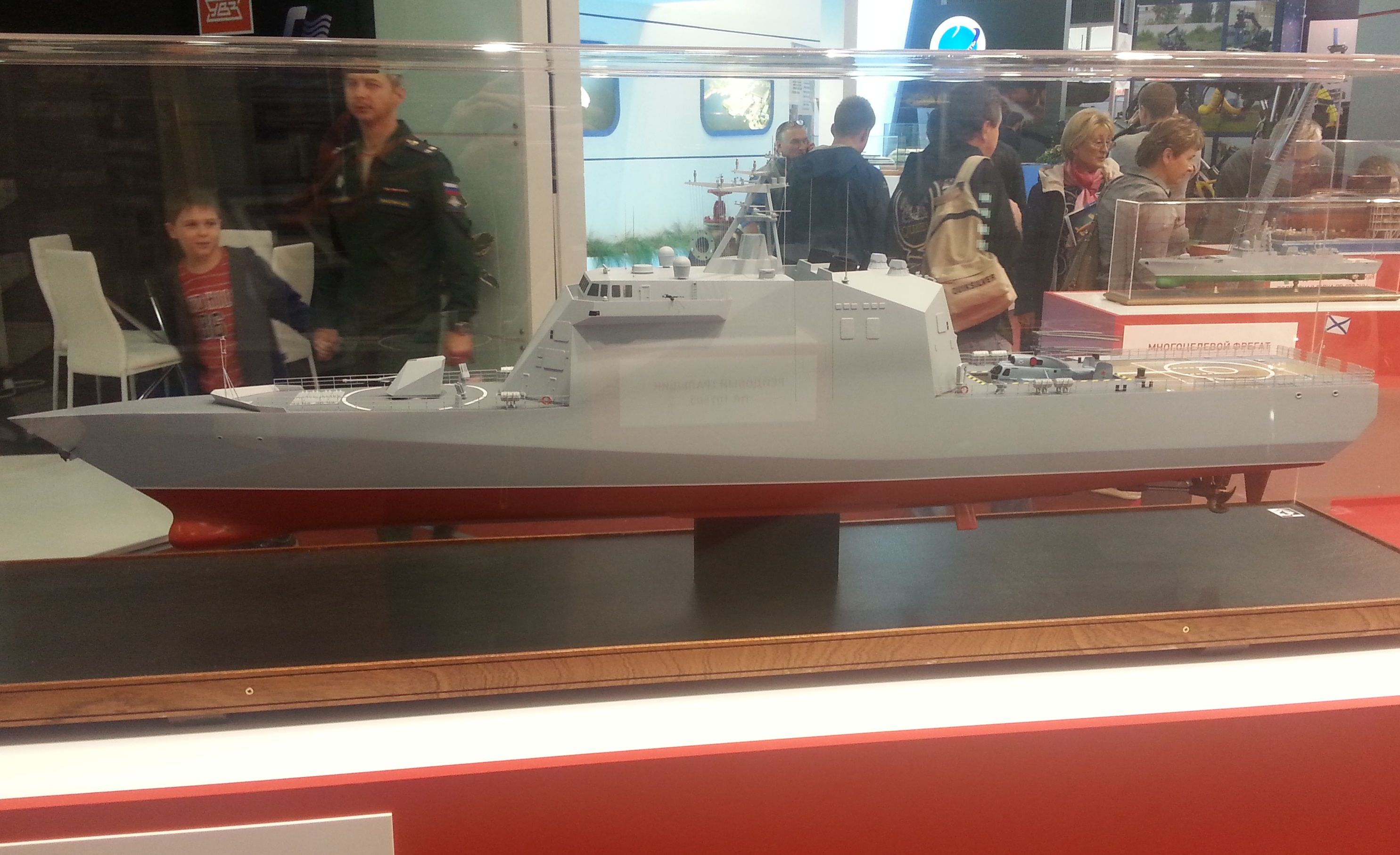
20386型護衛艦模型

在2015年夏季俄羅斯聖彼得堡舉辦的國際海事防務展（IMDS-2015）上披露的深度改進型；20386型的艦體設計全面革新幾乎已經變成別種軍艦。機庫被取消，直升機甲板被墊高一層，下方設置21世紀最先進概念的「任務甲板」，艦載機改由升降機停放到下層任務甲板。而任務甲板內的配置可以根據所執行的任務不同，分別以貨櫃形態模組化搭載，可隨意更換成「卡-27艦載機」+「維護模組」、「無人直升機」+「無人機艇操控模組」、「貨櫃發射對地攻擊巡弋飛彈」+「指揮模組」。
20386的上層結構也完全改變，更加小型化且造型更匿蹤（外形與美國自由級瀕海戰鬥艦相似），原Furke搜索雷達與5P-10射控雷達都被取消，改搭載射控一體的8面相位陣列雷達(類似日本FCS-3)。16具3K96防空飛彈發射器移動到前甲板，A-190主炮及AK-630近防炮的外形亦進行了全新設計以擁有更強的匿蹤性能。另外20386艦尾艙室兩側還可根據任務需要搭載高速衝鋒艇，無人水面艇或者自主水下航行器，并通過艙室頂部的滑軌起重機向外收放。20386型的動力系統亦將得到全面提升，將採用柴-燃推進方式。
20386型所配備的武器如下：
- 1具A-190M100mm艦炮
- 4具4聯裝 3K96「多面堡」防空飛彈垂發系統
- 2具4聯裝 3M24「天王星」反艦飛彈系統
- 2具6管AK-630M近迫武器系統
- 2具4聯裝「纸包-NK」330mm反魚雷/反潛魚雷發射器
- 自由選換2部高速衝鋒艇，無人水面艇或自主水下航行器
- 任務甲板模組化設備

## 同型艦

### 20380型
|    | 舰名                                | 舷号        | 建造         | 工厂编号 | 开工日期       | 下水日期      | 服役日期       | 隶属         |
| -- | ----------------------------------- | ----------- | ------------ | -------- | -------------- | ------------- | -------------- | ------------ |
| 01 | < > 守护号                          | 550 (原530) | 北方造船厂   | 1001     | 2001年12月21日 | 2006年5月16日 | 2008年2月27日  | 波罗的海舰队 |
| 02 | < > 机灵号                          | 531         | 北方造船厂   | 1002     | 2003年5月20日  | 2010年3月30日 | 2011年10月14日 | 波罗的海舰队 |
| 03 | < > 敏捷号                          | 532         | 北方造船厂   | 1003     | 2005年5月27日  | 2011年4月15日 | 2013年5月16日  | 波罗的海舰队 |
| 04 | < > 完美号                          | 333         | 阿穆尔造船厂 | 2101     | 2006年6月30日  | 2015年5月22日 | 2017年7月20日  | 太平洋舰队   |
| 05 | < > 坚强号                          | 545         | 北方造船厂   | 1004     | 2006年11月10日 | 2012年5月30日 | 2014年7月18日  | 波罗的海舰队 |
| 06 | < > 响亮号                          | 335         | 阿穆尔造船厂 | 2102     | 2012年4月20日  | 2017年7月28日 | 2018年12月25日 | 太平洋舰队   |
| 07 | < >（原名勤奋号） 水星号            | 535         | 北方造船厂   | 1007     | 2015年2月20日  | 2020年3月12日 | 2023年5月13日  | 黑海舰队     |
| 08 | < > 严肃号                          |             | 北方造船厂   | 1008     | 2015年2月20日  | 2019年6月     |                | 波罗的海舰队 |
| 09 | < > 俄联邦英雄阿尔达尔·齐登扎波夫号 | 339         | 阿穆尔造船厂 | 2103     | 2015年7月22日  | 2019年9月12日 | 2020年12月25日 | 太平洋舰队   |
| 10 | <Резкий> 尖銳号                     | 343         | 阿穆尔造船厂 | 2104     | 2016年7月1日   | 2021年7月1日  | 2023年9月14日  | 太平洋舰队   |
| 11 | <Грозный>                           |             | 阿穆尔造船厂 | 2105     | 2021年8月23日  |               |                | 太平洋舰队   |
| 12 | <Бравый>                            |             | 阿穆尔造船厂 | 2106     | 2021年9月29日  |               |                | 太平洋舰队   |

### 20385型
| #  | 艦名       | 舷號 | 建造         | 工廠編號 | 安放龍骨      | 下水          | 服役           | 隸屬艦隊   |
| -- | ---------- | ---- | ------------ | -------- | ------------- | ------------- | -------------- | ---------- |
| 01 | < > 轰鳴号 | 337  | 北方造船廠   | 1005     | 2012年2月1日  | 2017年6月30日 | 2020年12月29日 | 太平洋艦隊 |
| 02 | < > 靈巧號 | 341  | 北方造船廠   | 1006     | 2013年7月25日 | 2019年9月9日  | 2024年         | 太平洋艦隊 |
| 03 | < >        |      | 阿穆爾造船廠 | 2107     | 2021年8月23日 |               |                | 太平洋艦隊 |
| 04 | < >        |      | 阿穆爾造船廠 | 2108     | 2022年6月12日 |               |                | 太平洋艦隊 |
| 05 | < >        |      | 阿穆爾造船廠 | 2109     | 2022年7月1日  |               |                | 太平洋艦隊 |
| 06 | < >        |      | 阿穆爾造船廠 | 2110     | 2023年6月9日  |               |                | 太平洋艦隊 |

### 20386型
|    | 艦名             | 舷號 | 建造       | 工廠編號 | 安放龍骨       | 下水      | 服役 | 隸屬艦隊 |
| -- | ---------------- | ---- | ---------- | -------- | -------------- | --------- | ---- | -------- |
| 01 | <Дерзкий> 大膽號 |      | 北方造船廠 | 1009     | 2016年10月28日 | 2021年3月 |      | 北方艦隊 |

## 使用國
- 俄羅斯
- 阿尔及利亚 - 6艘[6][7]

## 图集

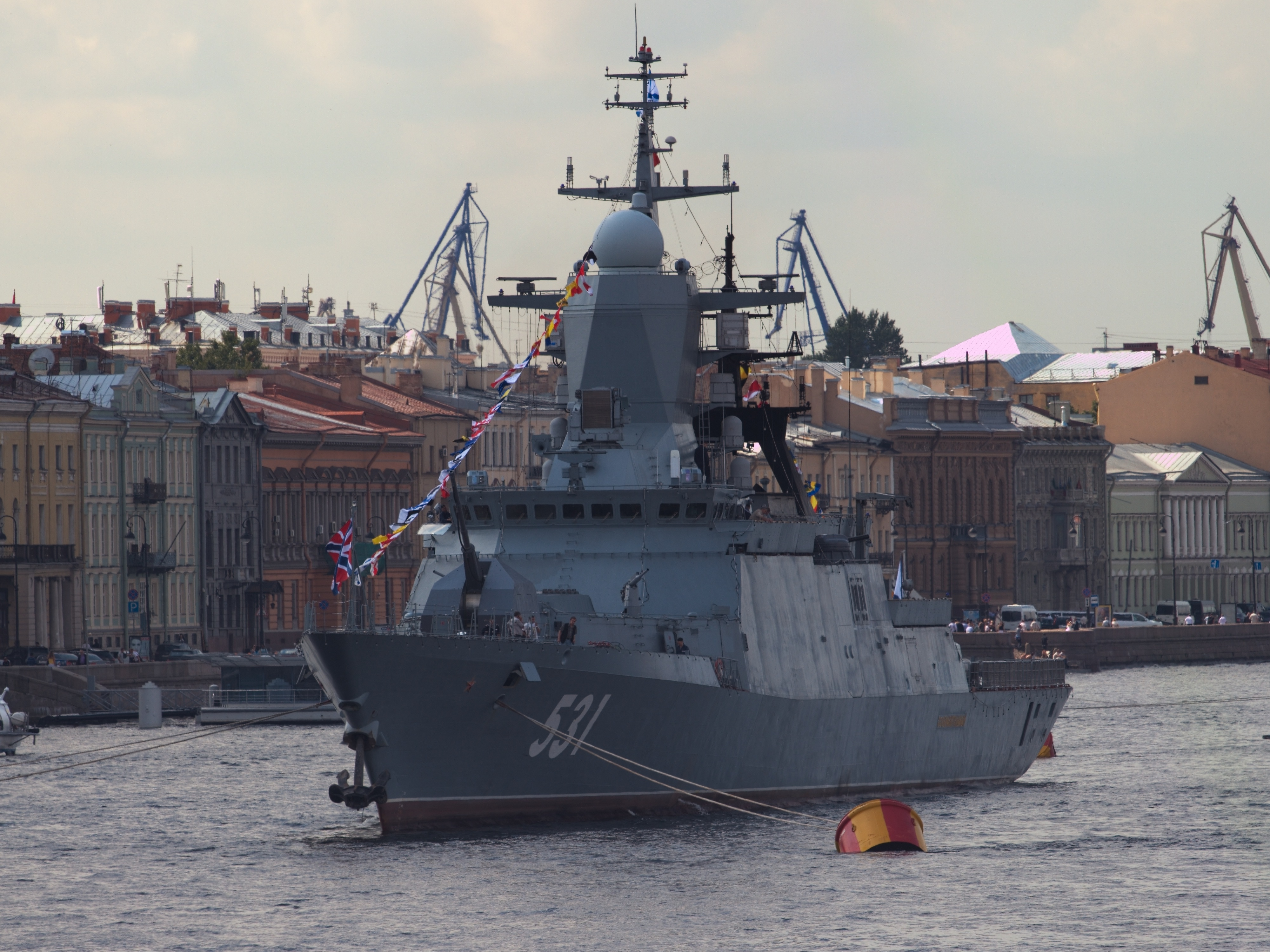
机灵号
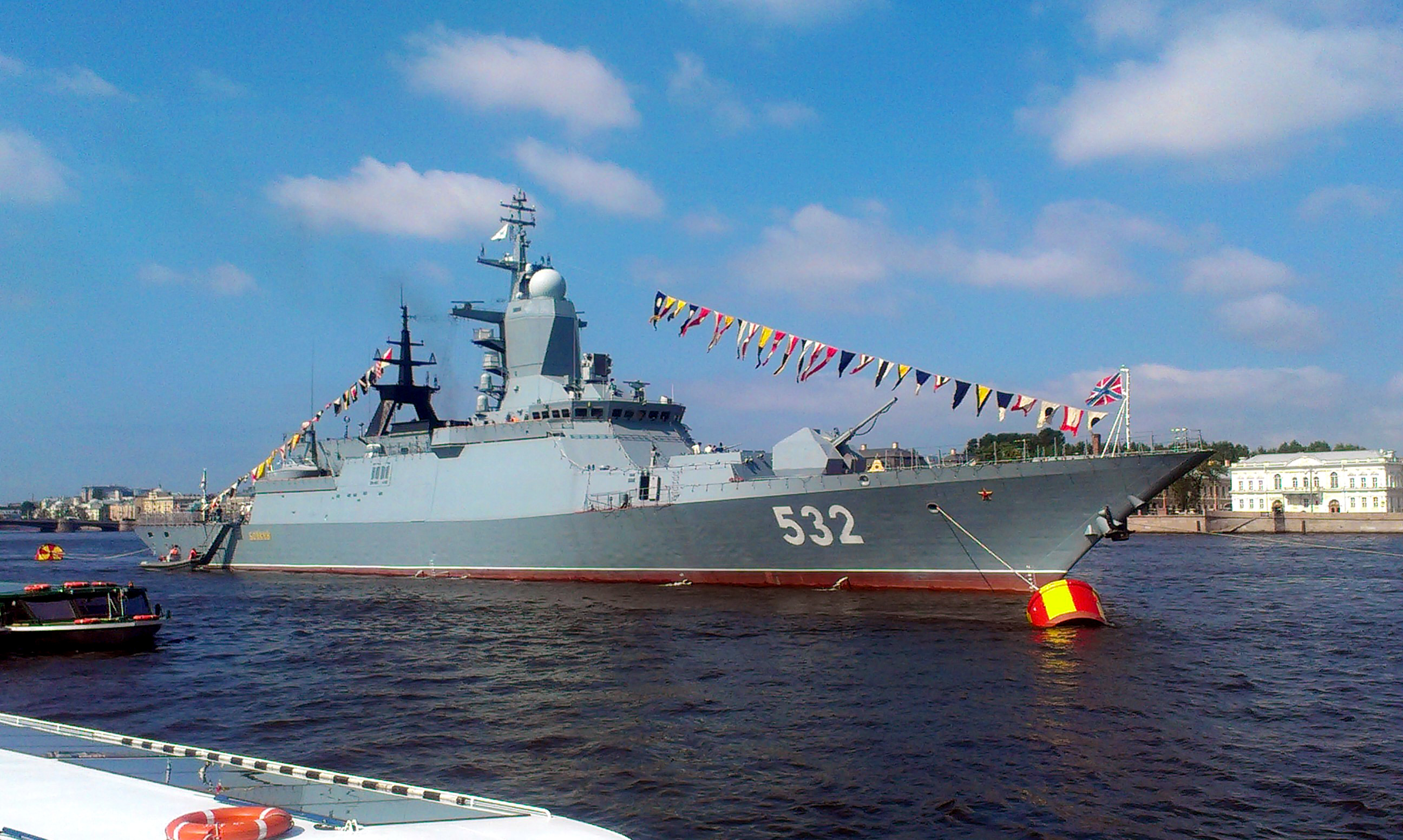
敏捷号

## 外部連結
- 探秘俄式宙斯盾——20380型「靈敏」號護衛艦（页面存档备份，存于）
- МНОГОЦЕЛЕВОЙ СТОРОЖЕВОЙ КОРАБЛЬ (КОРВЕТ) ТИПА «СТЕРЕГУЩИЙ»